# PGC 14030
LEDA/PGC 14030, auch UGC 2885 ist eine Riesen-Spiralgalaxie vom Hubble-Typ Sc im Sternbild Perseus am Nordsternhimmel. Sie ist schätzungsweise 262 Millionen Lichtjahre von der Milchstraße entfernt und hat einen Durchmesser von etwa 370.000 Lichtjahren. Vom Sonnensystem aus entfernt sich das Objekt mit einer errechneten Radialgeschwindigkeit von näherungsweise 5.800 Kilometern pro Sekunde. Nach Lage der Daten bildet sie gemeinsam mit PGC 213253 ein gravitativ gebundenes Galaxienpaar.
Die Supernova SN 2002F (Typ II) wurden hier beobachtet.